# Bryobartramia novae-valesiae
Bryobartramia novae-valesiae là một loài rêu trong họ Bryobartramiaceae. Loài này được Broth. ex G. Roth I.G. Stone & G.A.M. Scott mô tả khoa học đầu tiên năm 1973.